# چوب‌خزک گلودارچینی
چوب‌خزک گلودارچینی (نام علمی: Dendrexetastes rufigula) نام یک گونه از خانواده چوب‌خزک است.